# Казина Роса (Арецо)
Казина Роса је насеље у Италији у округу Арецо, региону Тоскана.
Према процени из 2011. у насељу је живело 36 становника. Насеље се налази на надморској висини од 638 м.